# Municipio de Berlin (condado de Sheridan)
El municipio de Berlin (en inglés: Berlin Township) es un municipio ubicado en el condado de Sheridan en el estado estadounidense de Dakota del Norte. En el año 2010 tenía una población de 42 habitantes y una densidad poblacional de 0,45 personas por km².

## Geografía
El municipio de Berlin se encuentra ubicado en las coordenadas 47°42′36″N 100°7′24″O / 47.71000, -100.12333. Según la Oficina del Censo de los Estados Unidos, el municipio tiene una superficie total de 93.37 km², de la cual 89,33 km² corresponden a tierra firme y (4,32 %) 4,03 km² es agua.

## Demografía
Según el censo de 2010, había 42 personas residiendo en el municipio de Berlin. La densidad de población era de 0,45 hab./km². De los 42 habitantes, el municipio de Berlin estaba compuesto por el 95,24 % blancos, el 2,38 % eran asiáticos y el 2,38 % eran de una mezcla de razas. Del total de la población el 4,76 % eran hispanos o latinos de cualquier raza.